# Otakar Klumpar
Otakar Klumpar (24. února 1860 Skalica – 3. prosince 1915 Hradec Králové) byl český lékař, druhý primář nemocnice v Hradci Králové, chirurg, porodník i praktický lékař, starosta sokolské župy Orlické a jednoty v Hradci Králové, zakladatel a předseda Pokrokového klubu. Většinu života spojil s Hradcem Králové, kde podporoval rozvoj města.

## Rodina
Jeho otcem byl filolog, básník, středoškolský učitel a ředitel gymnázií Jan Květoslav Klumpar. Jeho mladším bratrem byl Ladislav Klumpar, pražský advokát a říšský poslanec.
Manželkou Otakara Klumpara byla Marie Klumparová. Ačkoliv na rozdíl od manžela nebyla veřejnou osobou, výrazně jej ve snažení podporovala a pokračovala v jeho odkazu i po jeho smrti. Stala se členkou městského zastupitelstva i kuratorií městských dívčích výchovných ústavů i škol. Byla mj. oceněna čestným členstvím v Sokolu. Zemřela v lednu 1947, a svého manžela tak přežila o více než 31 let. Zpopelněna byla 14. ledna 1947 v pardubickém krematoriu.
Otakar Klumpar bydlel v Hradci Králové na Velkém náměstí (čp. 21). Později ve vile, na rohu ulic Nezvalova a Hradební v Hradci Králové, postavené v letech 1905 - 1906 - viz Wikipedie heslo Klumparova vila. 

## Život

### Dětství a studia
Narodil se v roce 1860 v Uhrách, resp. na Slovensku ve městě Skalica (tehdy česky Uherská Skalice). Krátce na to se rodina přestěhovala do Jindřichova Hradce, kde se v roce 1863 narodil Otakarův mladší bratr Ladislav. V roce 1867, tedy v době, kdy Otakarovi bylo sedm let, se přestěhovali do Hradce Králové.
V Hradci Králové Otakar studoval obecnou školu a následně v letech 1871–1878 gymnázium, kde také 25. června 1878 odmaturoval. Během studentských let byl spoluzakladatelem akademického spolku Dobroslav. Po absolvování střední školy zahájil studium medicíny na 1. lékařské fakultě Univerzity Karlovy v Praze. Lékařskou praxi vykonával v Praze a Brně. Promoval 23. června 1884 a stal se „doktorem veškerého lékařství“.

### Lékařská kariéra
Po škole působil v Brně v ústavu choromyslných a v Olomouci jako asistent prof. Františka Groha, ředitele školy a moravských zemských ústavů. Dne 4. června 1886 vypsal okresní výbor v Sobotce konkurz na místo okresního lékaře. Vypsaný roční plat činil 600 zlatých a k tomu 100 zlatých paušál na cesty k chudým nemocným. Na konci července si podal žádost na toto místo právě Otakar Klumpar. Žádost doplnil doporučením prof. Groha. Okresní zastupitelstvo dne 17. září 1886 Klumpara zvolilo jednomyslně 14 hlasy a ten od 5. října na pozici okresního lékaře také nastoupil. Na své místo rezignoval 14. září 1888.
Po dvou letech v Sobotce se v listopadu roku 1888 vrátil do Hradce Králové. Nejprve jako soukromý praktický lékař. V roce 1889 se stal městským lékařem (tzv. městským fysikem či fyzikusem) v Hradci Králové. Zároveň byl v březnu 1889 jmenován sekundářem v okresní Nemocnici arcivévodkyně Elišky v Hradci Králové. Sloužil také v Ústavu pro hluchoněmé a v Ústavu chudých školských sester de Notre Dame. V letech 1897–1905 byl primářem nemocnice v Hradci Králové a zasloužil se o její věhlas. Snažil se o její rozšíření, stal se autorem návrhů na nové budovy pro oční a tuberkulózní oddělení i přístavbu pro ošetřovatelky, kuchyni a sušárnu. Tento návrh byl ale okresním zastupitelstvem zamítnut. V roce 1903 se úspěšně zasadil o vznik očního oddělení v nemocnici. V roce 1906 opustil na vlastní žádost nemocnici a věnoval se jen funkci městského lékaře. Byl známý tím, že chudé lidi léčil zdarma, a tak byl zejména v chudších rodinách velmi oblíben. Svými přáteli i pacienty byl nazýván lékařem lidumilem. Působil také jako místopředseda Lékařské župy severovýchodních Čech. Propagoval pohřeb žehem. Působil také jako lékařský důvěrník Úrazové pojišťovny dělnické pro Království české.

### Společenské a kulturní aktivity

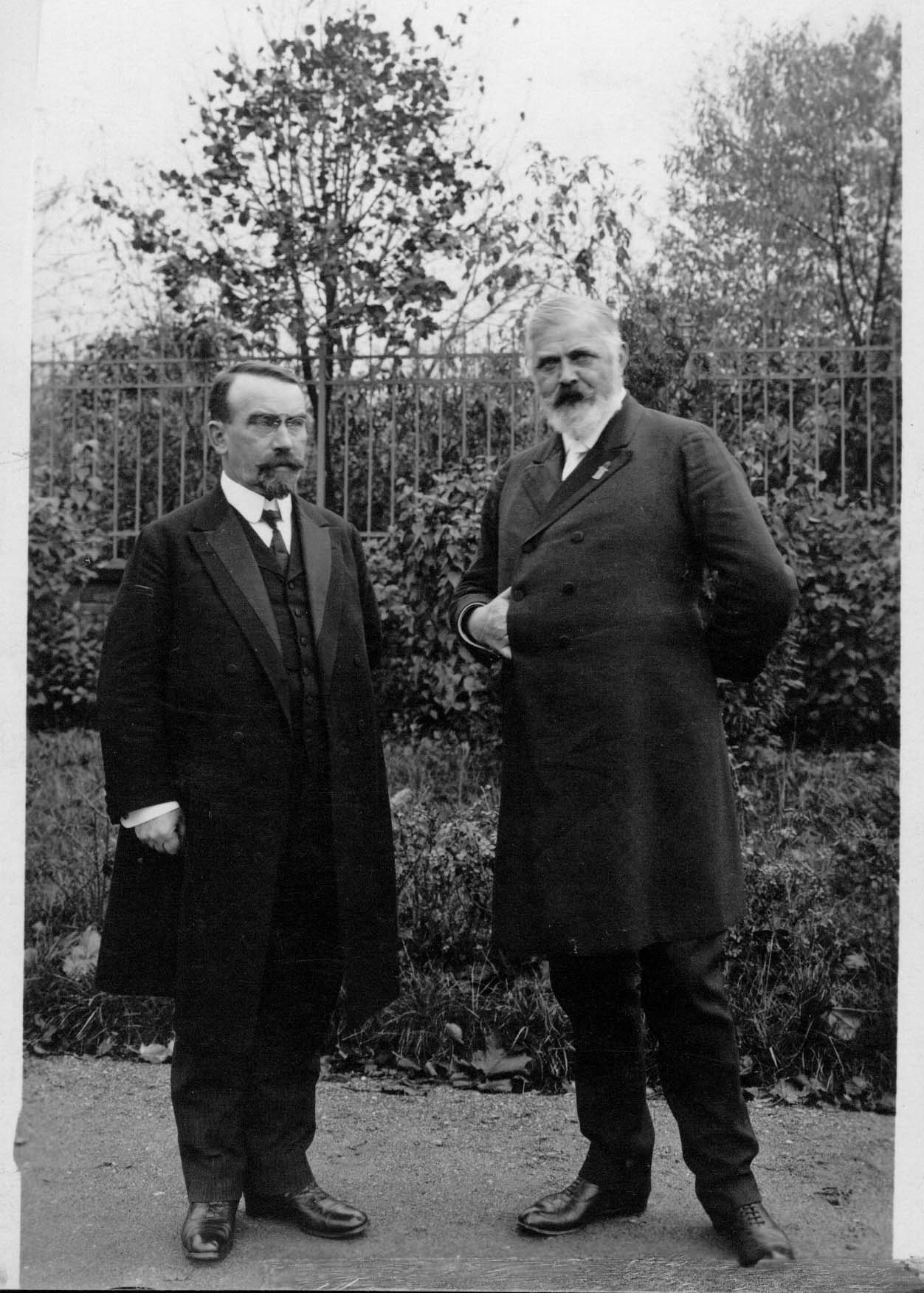
Otakar Klumpar s Františkem Drtinou v zahradě Ústavu školských sester Notre Dame v roce 1905

Otakar Klumpar byl kromě své lékařské profese také mimořádně společensky aktivní, a podílel se na rozvoji města Hradce Králové. Ovšem již za svého dvouletého působení v Sobotce (1886–1888) se angažoval v místním životě a byl členem místního ochotnického souboru. V Hradci Králové s přáteli založil „žertovnou stolní společnost“ Mrťafa, která se scházela v hostinci U Urnerů.
V Hradci Králové se snažil podpořit rozvoj města, včetně toho stavebního, a tak spoluzaložil cihelnu a cementárnu v Malšovicích, která však brzy zkrachovala. Byl rovněž členem výboru Záložny v Hradci Králové.
Ve výboru Sokola byl činný od roku 1895. Od 2. května 1898 byl starostou jednoty Sokola a od roku 1904 až do své smrti v roce 1915 starostou župy Orlické. Byl podporovatelem tzv. ženského tělocviku, což byl ve své době inovátorský přístup. Z toho důvodu založil Tělocvičný spolek paní a dívek, později splynuvší s ženským odborem Sokola.
Byl podporovatelem umění, architektonického, malířského i hudebního a dramaturgického. V roce 1894 se stal jednatelem a o rok později místostarostou Besedy, klíčového sdružení městské inteligence té doby. Od roku 1901 až do své smrti v roce 1915 byl předsedou spolku divadelního ochotnického spolku Klicpera. Ve spolku celkově působil 16 let. Zasloužil se také o konání Hospodářské průmyslové a národopisné výstavy pro východní Čechy pořádané v srpnu 1894 v Hradci Králové; byl členem výkonného výboru výstavního.
Dále spoluzakládal muzeum v Hradci Králové. Byl členem muzejního odboru městského historického muzea a kuratoria průmyslového muzea. Plnohodnotnou členkou kuratoria byla i Otakarova žena Marie. Pro muzea získal řadu předmětů, např. zbraně nalezené na bojišti bitvy u Hradce Králové z roku 1866. Mezi lety 1902–1904 věnoval celkem 235 předmětů z bojiště. V muzeu pořádal výstavy a přednášky, a to nejen z oblasti lékařské osvěty, ale také ze stavebnictví či uměleckého průmyslu. Sám Klumpar byl sběratel řady předmětů. V roce 1940 vdova Marie věnovala městské galerii cennou sbírku 19 obrazů a muzeu devět starých obrazů, sbírky slováckých a slovenských výšivek a také tisky a archiválie po manželovi i jeho otci Janu Květoslavu Klumparovi.
Podporoval východočeské krajkářství a společně s manželkou Marií v Hradci Králové zřídil prodejnu krajkářských výrobků. Krajkářské výrobky také navrhoval a organizoval výstavy krajky v hradeckém muzeu. Společně s MUDr. Leopoldem Baťkem stál u založení Palackého čítárny. Byl činný v Jednotě českých velocipedistů (předsedou Klubu českých velocipedistů v Hradci Králové), byl předsedou odboru Husova fondu či zakladatelem spolku pro opravu dívčího vzdělání. Spoluzaložil Pensionát Boženy Němcové a Komenium. Jako externí pedagog učil min. v letech 1908–1913 také na odborné škole pro umělecké zámečnictví v Hradci Králové, a to předmět Všeobecná zdravověda a první pomoc při úraze.
S architektem Oldřichem Liskou se v roce 1909 přihlásil do veřejné soutěže na první regulační plán města Hradce Králové. V projektu nazvaném Obrození se věnovali primárně hygienickým aspektům a kvalitě životní prostředí s řadou parků i zelení v otevřených domovních blocích. Projekt počítal s demolicemi ve východní části Malého náměstí. Za projekt získali druhou cenu, nicméně právě jejich návrh se zejména v rámci pravé strany labské kotliny stal podkladem pro definitivní regulační plán a další podobné plány.

### Politika
Aktivní se snažil být i v politice: kandidoval do zemského sněmu Království českého za Českou stranu státoprávně pokrokovou. Poté přestoupil do České strany pokrokové a předsedal místnímu sdružení strany. Ve městě založil Pokrokový klub, který se zabýval řešením palčivých místních otázek. Byl to on, kdo v roce 1906 uvedl v Klicperově divadle T. G. Masaryka. Svým vlivem také prosadil volbu profesora Františka Drtiny za říšského poslance.

Byl spolužákem z gymnázia a přítelem Františka Ulricha. Právě toho v roce 1895 spolu s městským inženýrem Tomášem Suhradou navrhli do pozice starosty. Ulrich byl úspěšně zvolen a svou pozici zastával dlouhých 34 let. Ačkoliv Ulricha podporoval, často také zastávali odlišné názory a v roce 1899 do zemského sněmu kandidovali proti sobě. Zvolen byl Ulrich.
| „                                                             | Především prosím, abyste mi ráčili dovoliti, abych splnil povinnost úřadu svého, a z tohoto místa posmrtnou vzpomínkou vděčně vzpomenul památky městského fysika našeho, Dra. Otakara Klumpara. Jeho mnohostranná činnost v přeletu posledních 20 let, významnost jeho zvláštní bytosti, celé to chvění atmosféry, v níž jsme spolu žili a pracovali, to vše jest příliš živé a čerstvé, než abychom mohli věrně vystižným, ocelově chladným slovem objektivnosti dnes oceniti jeho význam. (…) Typická byla jeho láska k našemu městu, v němž se nezrodil, jež ale učinil svým druhým domovem a jehož obrozením, vzrůstem a rozkvětem vyplnil obsah vlastního života. (…) A pokud jde o obor komunální politiky, vyzvedám přede všemi jeden akt jeho práce, práce kulturně umělecké, kterou s příkladnou vyvinul láskou při zrození i rozkvětu umělecko – průmyslového muzea až do jeho nynějšího vyvrcholení. (…) Jaký byl Dr. Klumpar lékař – léčitel, nýbrž lékař – těšitel, jaký to byl lidumil, jaké zlaté srdce dobilo v tomto atletickém těle, toho jsme si všichni vědomi, a to zjevně hlásal průvod zástupů, kupících se kolem jeho ztemnělé rakve, a zvlášť těch malých a chudých, kteří bol svůj ostýchavě za ní nesli (…) A to jest konečně nejkrásnější odměnou člověku za to, že žil život dobrý! | “ |
| — František Ulrich (1916), projev otištěný v časopisu Ratibor | |   |

## Úmrtí

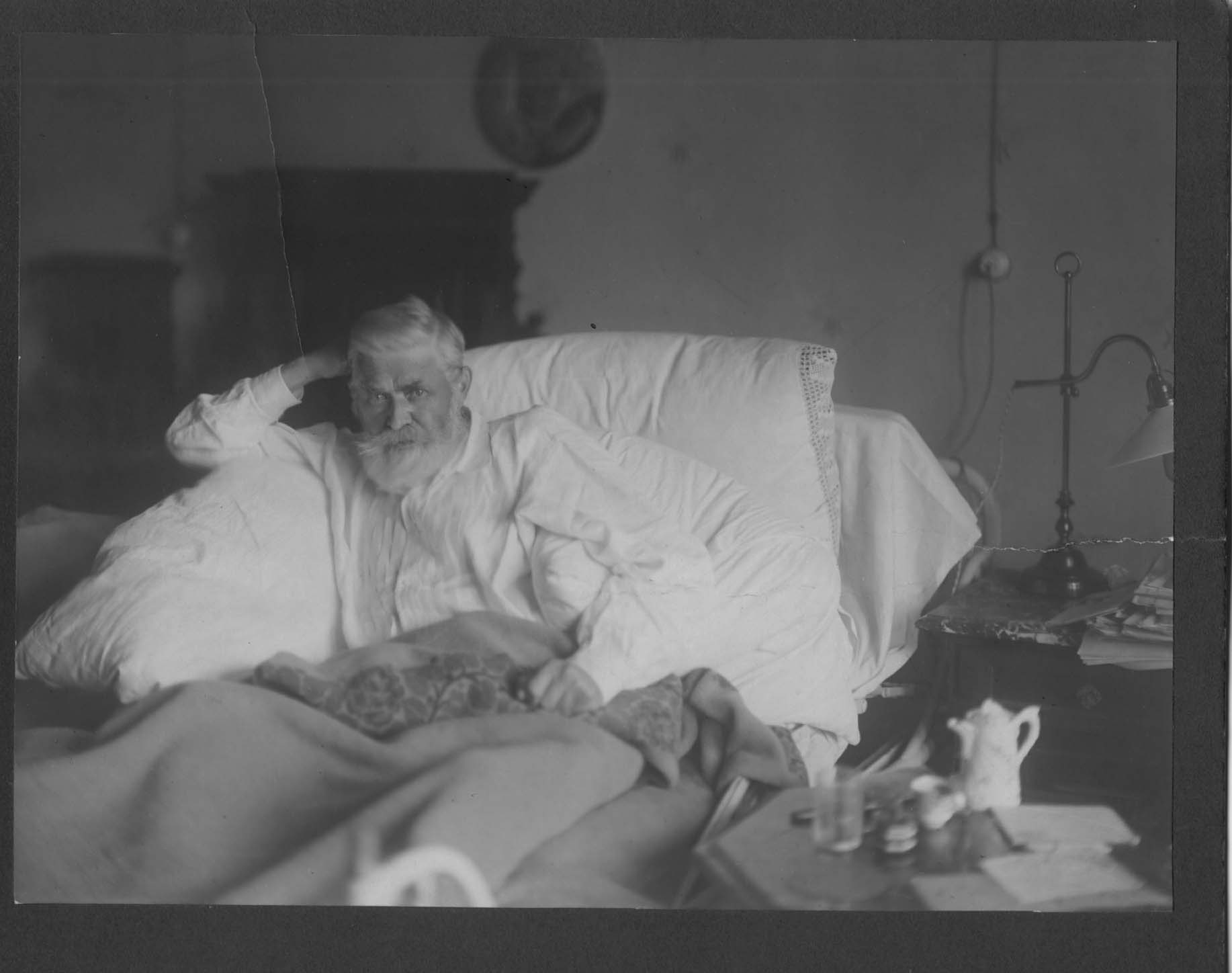
Nemocný O. Klumpar v roce 1911

Otakar Klumpar poslední roky života trpěl nevyléčitelnými nemocemi, zejm. aterosklerózou a srdeční vadou. Více než poslední rok života byl vážně nemocen. Zemřel dne 3. prosince 1915 ve věku 55 let. Po posledním rozloučení (neděle 5. prosince) byly ostatky převezeny do Žitavy a v úterý 7. prosince zpopelněny.

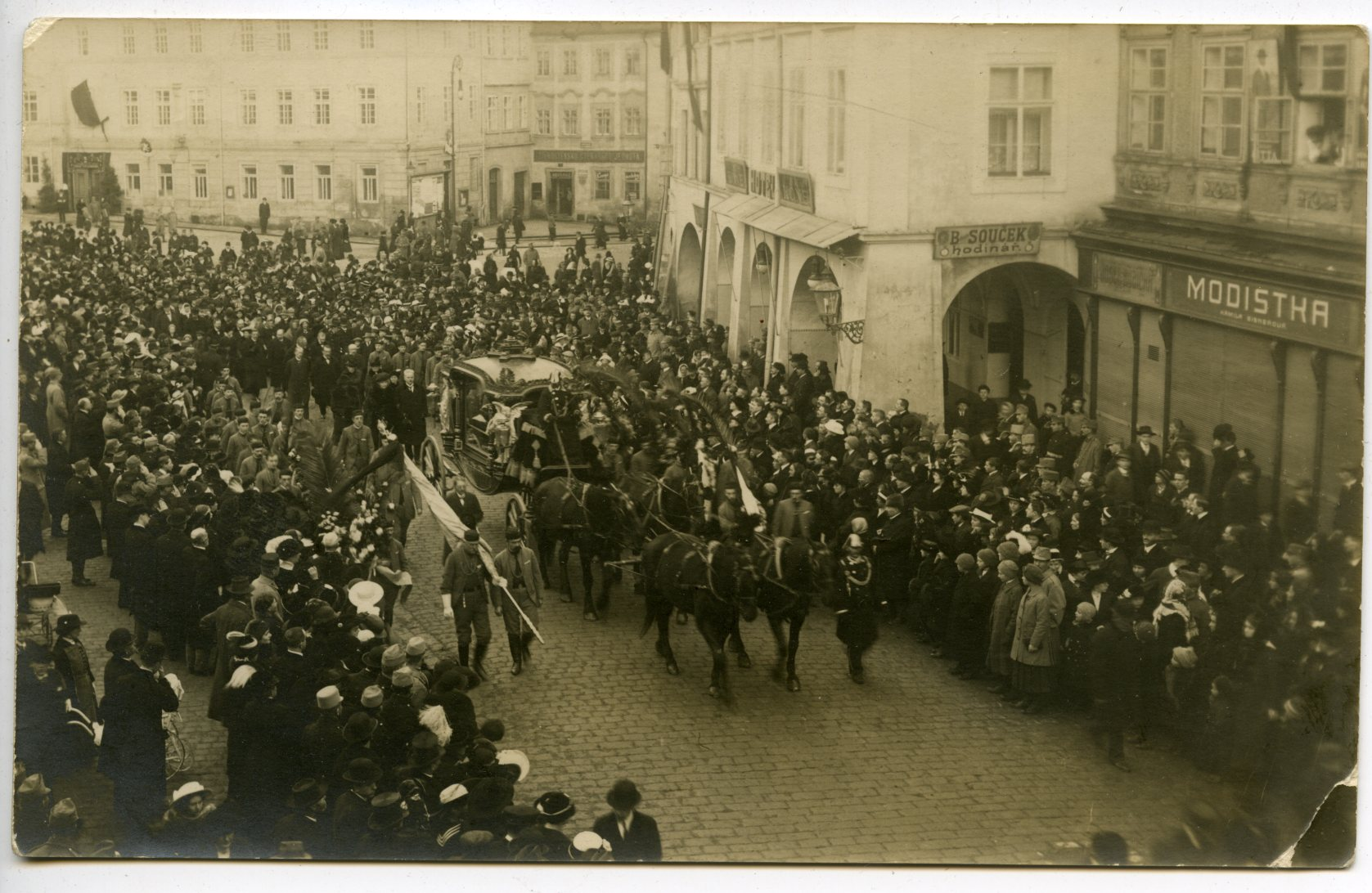
Poslední rozloučení s Klumparem v ulicích Hradce Králové (Malé náměstí)

### Poslední rozloučení
Smuteční setkání se konalo ve spolupráci Sokola a spolku Klicpera, obou sdružení, jejichž byl čelným představitelem, v místním divadle. V rámci této akce Jednota Klicpera předvedla jednoaktovou hru Svědek od Jaroslava Vrchlického. Výnos 350 korun z této akce byl věnován nově vzniklému Klumparovu fondu pro děti po padlých členech místního Sokola. Zároveň byl od sokolovny veden smuteční průvod, jehož se podle Věstníku Sokolské župy Orlické či Tolmana zúčastnilo na 10 tisíc lidí. Smuteční projev přednesl prof. František Drtina. Přítomným davů poděkoval také Otakarův bratr Ladislav. Do Hradce Králové přijel osobně vyjádřit soustrast český politik a poslanec Bohuslav Franta. Na Pražském Předměstí byla po dobu smutečního průvodu jako projev úcty, poděkování a vděčnosti města rozsvícena elektrická světla.
| „                                                                 | Byl jsi moderní, pokrokový český člověk. Vyznačovala tě láska k práci, odvaha k činu, činorodé nadšení pro pokrok, pevné odhodlání vytrvati v poznané pravdě a nikdy se nezpronevěřiti svému poctivému přesvědčení. A pravdivost je pravá síla a statečnost moderního člověka. V ní zřel jsi pravý smysl českého sokolstva. | “ |
| — František Drtina, při smutečním rozloučení s Otakarem Klumparem | |   |

## Upomínky
V Hradci Králové po něm byla pojmenována ulice. Původně po něm byla pojmenována jak ulice v centrální části Hradce Králové, tak souběžná ulice v katastru Pražského Předměstí.
Jan J. Klen mu věnoval v roce 1902 vydaný dramatický akt Mezi životy.
Ve školním roce 1947/1948 byla podle návrhu akademického sochaře Františka Fabiánka v místní zámečnické škole odlita busta Otakara Klumpara pro muzeum v Hradci Králové.

## Zajímavosti
Byl pravděpodobně prvním, kdo v Hradci Králové začal používat tzv. nízké jízdní kolo.

### Související stránky
Klumparova vila